# ماسائو کیبا
ماسائو کیبا (انگلیسی: Masao Kiba؛ زادهٔ ۶ سپتامبر ۱۹۷۴) بازیکن فوتبال اهل ژاپن است.
از باشگاه‌هایی که در آن بازی کرده‌است می‌توان به باشگاه فوتبال گامبا اوساکا و باشگاه فوتبال آویسپا فوکوئوکا اشاره کرد.